# Aero Benin
Aero Benin es una aerolínea con base en Benín. Actualmente no consta que tenga ningún avión en flota.
Si bien Air Benin tiene su base en Benín su registro está efectuado en Alemania. Su principal negocio es el transporte aéreo de carga y pasajeros a la zona oeste de África.

## Códigos
- código IATA: EM
- código ICAO: AEB
- Callsign: AEROBEN

- Datos: Q508005